# Jimmy Raney
Jimmy Raney (Louisville, Kentucky 20 augustus 1927 – Louisville, 10 mei 1995) was een Amerikaans jazzgitarist die het bekendst is voor het feit dat hij tussen 1951-1952 en 1962-1963 met Stan Getz heeft gespeeld. Verder speelde hij in 1953-1954 met het Red Norvo trio, waar hij Tal Farlow verving. In 1954 en 1955 won hij de Down Beat critics poll voor gitaar. Raney speelde een groot aantal verschillende stijlen zoals cool jazz, bebop, post bop, hard bop en mainstream jazz.
In 1946 werkte hij met het Max Miller Quartet bij Elmer's in Chicago, zijn eerste betaalde optreden.
Raney speelde ook in het Artie Shaw orkest en werkte in 1948 negen maanden lang samen met Woody Herman. Ook maakte hij opnamen met Buddy DeFranco, Al Haig en later met Bob Brookmeyer. In 1967 was hij door allerlei professionele moeilijkheden en alcoholisme genoodzaakt New York te verlaten en terug te keren naar zijn geboorteplaats. In de jaren zeventig dook hij weer op en speelde hier en daar met zijn zoon Doug, die ook gitarist is. Dertig jaar lang leed hij aan de ziekte van Menière, waardoor hij uiteindelijk aan beide oren nagenoeg geheel doof werd. Hij stierf aan een hartkwaal, kort voor zijn 68e verjaardag. In zijn necrologie in de New York Times werd hij genoemd als 'een van de begaafdste en invloedrijkste naoorlogse jazzgitaristen ter wereld.'

## Discografie
- 1954 Minor, Back and Blow
- 1954 Five
- 1954 Visits Paris (Fresh Sound, 1954-55)
- 1954 A (OJC, 1954-55) met Teddy Kotick, John Wilson, Hal Overton, Art Mardigan, Nick Stabulas
- 1956 Indian Summer,
- 1956 Passport To Pimlico
- 1958 Jimmy Raney Visits Paris
- 1964 Two Jims And Zoot (Original Master Recordings) met Zoot Sims, Jim Hall, Steve Swallow, Osie Johnson
- 1974 Raney Haig Special Brew met Al Haig
- 1974 Momentum met Richard Davis, Alan Dawson
- 1975 The Influence met Sam Jones, Billy Higgins
- 1976 ... And 1 met Attila Zoller
- 1976 The Complete Jimmy Raney In Tokyo (Xanadu) met Charles McPherson, Barry Harris, Sam Jones
- 1976 Live in Tokyo
- 1979 Duets (Steeplechase) met Doug Raney
- 1979 Stolen Moments (Steeplechase) met Doug Raney, Michael Moore
- 1979 Nardis (dto.)
- 1980 Here´s That Rainy Day (Black & Blue) met Hank Jones, Pierre Michelot, Jimmy Cobb
- 1981 Raney `81 (Criss Cross)
- 1983 The Master (Criss Cross) met Kirk Lightsey
- 1985 Wisteria (Criss Cross) met Tommy Flanagan, George Mraz
- 1990 But Beautiful (Criss Cross) met George Mraz, Lewis Nash

##### Als medewerker van
- 1949 Artie Shaw: The Artistry Of Artie Shaw (Fresh Sound)
- 1950 Stan Getz: The Complete Roost Recordings (Roost, 1950-54)
- 1951 Teddy Charles: New Directions (OJC, 1951-53)
- 1951 Stan Getz: At Storyville (Blue Note Records)
- 1954 Red Norvo: Trio (OJC)
- 1955 Bob Brookmeyer: The Dual Role Of Bob Brookmeyer (OJC)
- 1956 Barry Harris: Tokyo 1956 (Xanadu)

- Biblioteca Nacional de España: XX1082820
- Bibliothèque nationale de France: cb13898814n (data)
- CiNii: DA16739120
- Gemeinsame Normdatei: 134491858
- International Standard Name Identifier: 0000 0000 5514 9858
- Library of Congress Control Number: n87114941
- MusicBrainz: 00efa793-199f-4c5d-a2ce-a96f51b9a5fa
- Nationale Bibliotheek van Tsjechië: ola2002153746
- Nederlandse Thesaurus van Auteursnamen: 073782327
- Istituto Centrale per il Catalogo Unico: LO1V270166
- SNAC: w62w6g65
- Système universitaire de documentation: 156838893
- Virtual International Authority File: 69116604
- WorldCat: E39PBJyGXCR6Gf3GjkyhpWjcT3